# Sarcenas
Sarcenas (Cèrcenâs en arpità) és un municipi francès situat al departament de la Isèra i a la regió d'Alvèrnia-Roine-Alps. L'any 2007 tenia 187 habitants.

## Demografia

### Població
El 2007 la població de fet de Sarcenas era de 187 persones. Hi havia 65 famílies de les quals 14 eren unipersonals (5 homes vivint sols i 9 dones vivint soles), 14 parelles sense fills, 28 parelles amb fills i 9 famílies monoparentals amb fills.
La població ha evolucionat segons el següent gràfic:
Habitants censats

### Habitatges
El 2007 hi havia 105 habitatges, 69 eren l'habitatge principal de la família, 28 eren segones residències i 8 estaven desocupats. 91 eren cases i 12 eren apartaments. Dels 69 habitatges principals, 56 estaven ocupats pels seus propietaris, 9 estaven llogats i ocupats pels llogaters i 4 estaven cedits a títol gratuït; 13 tenien tres cambres, 18 en tenien quatre i 39 en tenien cinc o més. 64 habitatges disposaven pel capbaix d'una plaça de pàrquing. A 18 habitatges hi havia un automòbil i a 46 n'hi havia dos o més.

### Piràmide de població
La piràmide de població per edats i sexe el 2009 era:
| Homes | Edats   | Dones |
| ----- | ------- | ----- |
| 0     | 95 o +  | 0     |
| 0     | 90 a 94 | 0     |
| 0     | 85 a 89 | 4     |
| 0     | 80 a 84 | 0     |
| 0     | 75 a 79 | 4     |
| 4     | 70 a 74 | 0     |
| 0     | 65 a 69 | 0     |
| 4     | 60 a 64 | 0     |
| 4     | 55 a 59 | 4     |
| 16    | 50 a 54 | 0     |
| 4     | 45 a 49 | 16    |
| 4     | 40 a 44 | 8     |
| 12    | 35 a 39 | 8     |
| 4     | 30 a 34 | 4     |
| 0     | 25 a 29 | 4     |
| 0     | 20 a 24 | 4     |
| 8     | 15 a 19 | 0     |
| 20    | 10 a 14 | 0     |
| 8     | 5 a 9   | 8     |
| 4     | 0 a 4   | 0     |

## Economia
El 2007 la població en edat de treballar era de 124 persones, 99 eren actives i 25 eren inactives. De les 99 persones actives 96 estaven ocupades (53 homes i 43 dones) i 2 estaven aturades (1 home i 1 dona). De les 25 persones inactives 12 estaven jubilades, 7 estaven estudiant i 6 estaven classificades com a «altres inactius».

### Ingressos
El 2009 a Sarcenas hi havia 70 unitats fiscals que integraven 188 persones, la mediana anual d'ingressos fiscals per persona era de 22.715 €.

### Activitats econòmiques
Dels 16 establiments que hi havia el 2007, 1 era d'una empresa de fabricació d'altres productes industrials, 1 d'una empresa de construcció, 1 d'una empresa de comerç i reparació d'automòbils, 2 d'empreses de transport, 3 d'empreses d'hostatgeria i restauració, 1 d'una empresa d'informació i comunicació, 1 d'una empresa immobiliària, 3 d'empreses de serveis, 1 d'una entitat de l'administració pública i 2 d'empreses classificades com a «altres activitats de serveis».
Dels 4 establiments de servei als particulars que hi havia el 2009, 1 era un taller de reparació d'automòbils i de material agrícola, 1 fusteria i 2 restaurants.

## Poblacions més properes
El següent diagrama mostra les poblacions més properes.